# Kruszewiec (Kętrzyn)
Kruszewiec (deutsch Krausendorf) ist ein Dorf in Polen in der Woiwodschaft Ermland-Masuren im Powiat Kętrzyński (Kreis Rastenburg).

## Geographie
Kruszewiec grenzt unmittelbar an den Osten der Stadt Kętrzyn (deutsch Rastenburg). Das Dorf ist ein Straßendorf entlang der Woiwodschaftsstraße 592.

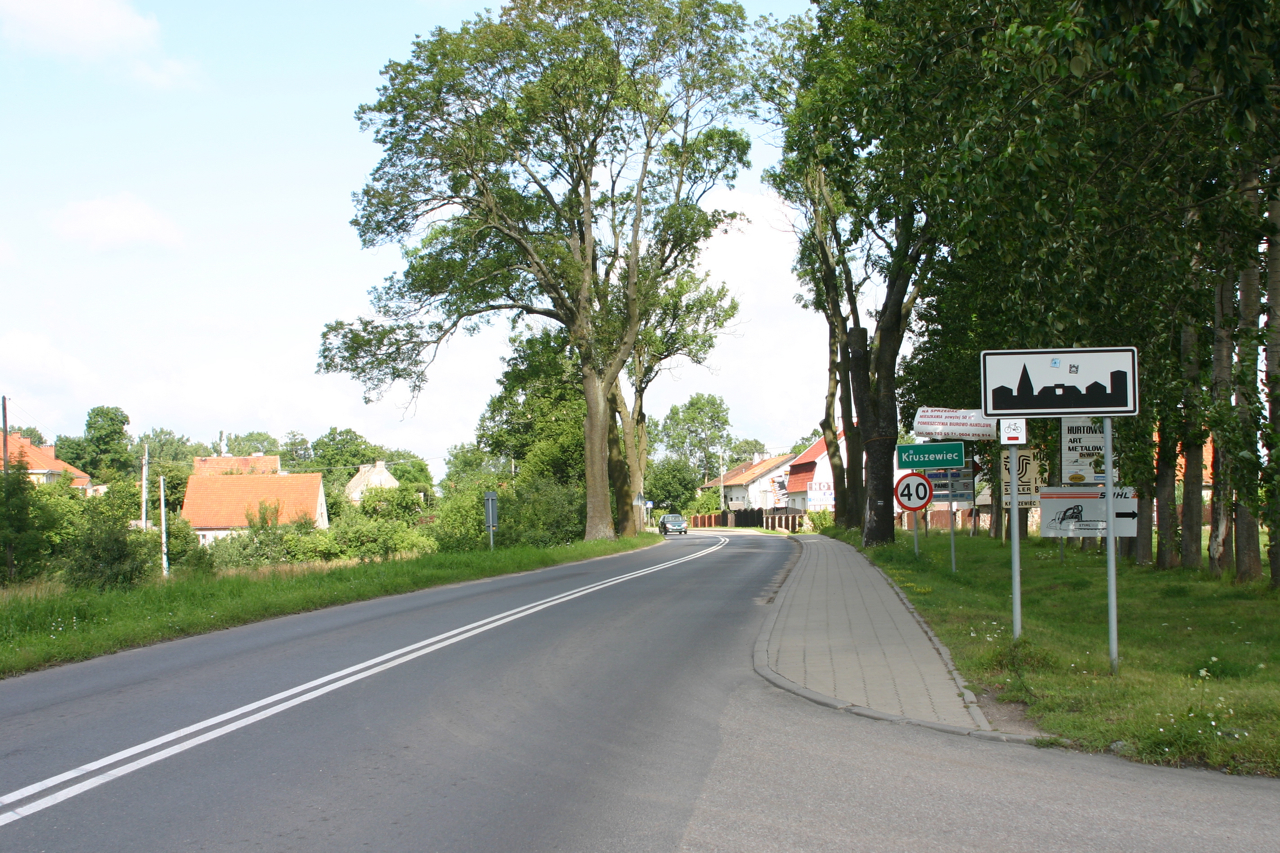
Ortseinfahrt Kruszewiec

## Geschichte

### Ortsgeschichte
Der Hochmeister des Deutschen Ordens Konrad von Erlichshausen gab 1444 Nicklis Crowse das Recht zu Anlage eines Dorfes an der Stelle des heutigen Kruszewiec. Für eine kurze Zeit, 1826 bis 1832, wurde der Gottesdienst hier auch in polnischer Sprache gehalten. 
Während des Zweiten Weltkrieges wurde das Dorf als Lagerstätte für das Führerhauptquartier Wolfsschanze genutzt. Im Januar 1945 marschierte die Rote Armee in das Gebiet ein und als Folge des Krieges wurde Krausendorf als Kruszewiec Teil der Volksrepublik Polen. 
1954 wurde das Dorf Zentrum einer Gromada, in welcher 1960 auf einer Fläche von 93 km² 3.110 Menschen wohnten. Nach einer Umstrukturierung der Gromada gehörten 1968 25 Schulzenämter, gegliedert in fünf Schulzenämter zur Gromada Kruszewiec. Nachdem die Gromadas in Polen aufgelöst wurden, wurde das Dorf Sitz eines Schulzenamtes in der Gmina Kętrzyn, zu welchem die Dörfer Cegielnia (Louisenthal), Karolewo (Karlshof), Krużgany und Wymiarki (Charlottenberg) gehörten.

### Einwohnerentwicklung
1818 lebten in dem Dorf 189 Menschen in 26 Wohngebäuden.
1933 lebten 393 Einwohner in dem Dorf, 381 waren es 1939. 1970 gab es in Kruszewiec 452 Einwohner.

## Kirche
Bis 1945 war kirchlich zur Stadt Rastenburg hin orientiert. Sowohl evangelischerseits als auch römisch-katholischerseits besteht diese Bindung auch noch heute für Kruszewiec. 

## Verkehr
Das Dorf liegt an der Woiwodschaftsstraße 592 (ehemalige deutsche Reichsstraße 135). In westlicher Richtung führt sie ins unmittelbar angrenzende Kętrzyn und endet nach etwa 47 Kilometern in Bartoszyce (Bartenstein). In östlicher Richtung endet die Straße nach etwa 30 Kilometern in Giżycko (Lötzen).
Die nächste Bahnstation befindet sich in Kętrzyn, wo es Direktverbindungen nach Olsztyn (Allenstein) und Posen gibt.
Der nächste internationale Flughafen ist der Flughafen Kaliningrad, welcher sich etwa 100 Kilometer nordwestlich auf russischem Hoheitsgebiet befindet. Der nächste internationale Flughafen auf polnischem Staatsgebiet ist der etwa 195 Kilometer westlich gelegene Lech-Wałęsa-Flughafen Danzig.